# Křížový merchandising
Křížový merchandising je marketingová strategie, která pomáhá prodávajícím firmám dosahovat vyšší tržby. Dosahuje toho propojením různých výrobků, které má ale z logického hlediska zákazník v mysli propojené. Cílem je získat zájem zákazníků a nalákat je, aby při nákupu určitého zboží zakoupili i další produkty, které se u jejich poptávaného zboží vyskytuje. Díky tomu, že je zákazníci mohou vidět společně, je pravděpodobné, že se zvýší prodej obou prodávaných produktů.

## Český překlad
Křížové vystavení zboží je volný překlad cross merchandisingu, který vznikl spojením slov cross, což v překladu znamená křížový a merchandise, jehož význam je obchodovat nebo zboží. Jelikož mechandising v podstatě vypovídá o tom, jak obchodovat se zbožím, abychom ho prodali neboli jak zboží v prodejně vystavit, abychom zaujali zákazníka, objevuje se ve volném překladu i slovo vystavení. V České republice je však běžné používat nepřeložený název, tedy Cross merchandising, popř. název s přeložením prvního slova, tedy křížový merchandising, a to proto, že slovo merchandising ještě nemá zažitý překlad, alespoň tedy podle výzkumu.

## Realizace
Křížový merchandising je jednou z metod merchandisingu. Týká se prezentace zboží. Křížový je z důvodu metody prezentace zboží a to tak, že k danému produktu, který chceme nabídnout, se zároveň nabídne ještě další, jež má s prvním vystaveným výrobkem jistou logickou spojitost. Jednodušeji lze říct, že na prodejně vystavíme dva nebo více výrobků, které spolu souvisejí. V maloobchodě lze využít tuto metodu při sestavování stojanů se zbožím, jež umožňují vystavit dva nebo více výrobků, které sice spadají do jiných kategorií, ale mohou být používány společně, nebo se vzájemně nějak doplňují.

## Přínosy strategie
Přínos této metody je značný, a to nejen pro maloobchodníky, ale také pro spotřebitele. Pro spotřebitele má křížový merchandising úžasnou schopnost vyzdvihnout veškeré zboží, které se s požadovaným výrobkem pojí, tudíž může představovat úsporu času. V případě kdy zákazník potřebuje oba produkty, nemusí zbytečně obcházet všechny regály a hledat je. Totéž představuje výhodu i pro prodejce, jelikož si tímto získávají své zákazníky, šetří jim čas a je velmi pravděpodobné, že se zákazníci do těchto obchodů zase vrátí.
Největší výhodou je pro maloobchodníky samozřejmě zvýšení prodeje a tím i tržeb. Přínosem je i celkové uspokojení zákazníků spojené se zážitkem z nakupování. Aby byla marketingová strategie křížového merchandisingu úspěšná, je velmi důležité vystavovat logicky spjaté produkty. Zákazníkovi totiž neuniknou výrobky, jež jsou vystavené blízko sebe, ale z důvodu jejich souvislosti by ho měly i zaujmout.

## Využití v praxi (příklady)
Jeden z příkladů je využití křížového merchandisingu je prodej elektroniky. Spolu hi-fi soupravami se vystaví i takové zboží jako jsou baterie, univerzální dálkové ovladače, kabely k reproduktorům, případně i oblíbená hudební CD v malém množství. Zákazník, který si přijde koupit stereo reproduktorový systém, se může rozhodnout přikoupit si k němu i dálkový ovladač, jež může využívat i pro ostatní elektronická zařízení, které vlastní. V tu samou chvíli si může zakoupit i baterie do dálkového ovladače, nové CD, které si na nově zakoupené soupravě může přehrát.
V obchodě s oblečením nemůže vystavit vedení prodejny pánské kravaty u dámského prádla a očekávat zvýšení prodeje. Pánské kravaty by měly být vystavovány například u pánských obleků a u dalších doplňkových produktů, kterými mohou být pánské košile, manžetové knoflíky, atd.
Dalším příkladem mohou být sportovní obchody, které mohou vystavovat helmy, sady na opravu pneumatik, cyklistické rukavice v blízkosti nabídky jízdních kol.